# Cyrus Chestnut

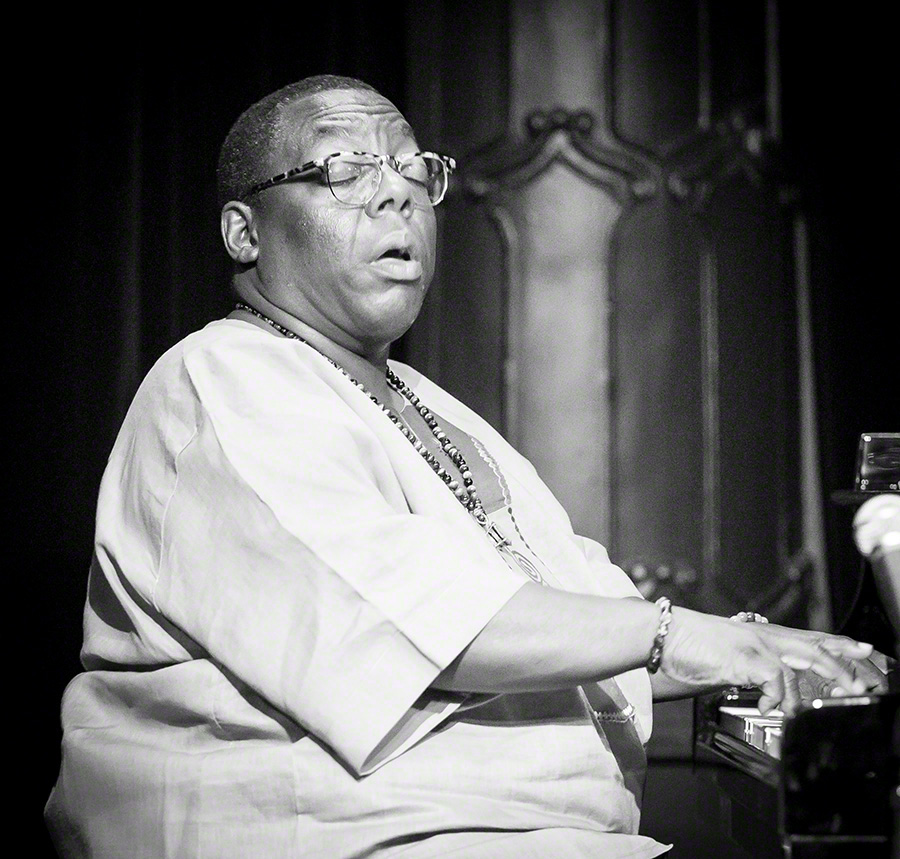
Cyrus Chestnut, Oslo Jazzfestival 2016

Cyrus Chestnut (* 17. Januar 1963 in Baltimore, Maryland) ist ein US-amerikanischer Jazz- und Gospel- und klassischer Pianist.

## Leben
Chestnut erhielt seine erste Klavierausbildung von seinem Vater und spielte im Alter von sieben Jahren Klavier in der Mount Calvary Star Baptist Church seiner Heimatstadt. Er besuchte das Peabody Institute und studierte von 1981 bis 1985 Jazzkomposition und Arrangement am Berklee College of Music. Dort erhielt er die Eubie Blake Mitgliedschaft 1982, das Oscar Peterson Stipendium 1983, das Quincy Jones Stipendium 1984. Er brachte sich  Musikgeschichte bei, studierte die Arbeiten von Jazzmeisterpianisten wie Bud Powell, Wynton Kelly und Hank Jones, und die Arbeit von Gospelkünstlern wie Clara Ward, Charles Taylor, und Shirley Caesar. Er studierte klassische Musik, Komposition und Aufführungspraxis. Er arbeitete als Sideman mit Musikern wie Donald Harrison, Terence Blanchard, Wynton Marsalis, Freddie Hubbard, Branford Marsalis, Chick Corea, Dizzy Gillespie, George Adams, James Moody, Jon Hendricks, Joe Williams und in der Band von Betty Carter.
Seit Anfang der 1990er Jahre veröffentlichte er Alben als Bandleader und als Solist („Blessed Quietness“, 1996) auf Atlantic Records und dem japanischen Label Alfa Jazz. Bei seinen Plattenprojekten arbeitete er u. a. mit Musikern wie Christian McBride, James Carter, Joe Lovano, Ron Carter, Billy Higgins, Gary Bartz, Stefon Harris und Lewis Nash zusammen. Zu hören war er auch auf George Mraz’ Duke’s Place (1999). Daneben trat er in Gruppen wie dem Lincoln Center Jazz Orchestra, der Dizzy Gillespie Big Band und dem Carnegie Hall Jazz Orchestra auf und wirkte in Robert Altmans Film Kansas City mit.

## Diskographische Hinweise
- The Nutman speaks, Alfa Jazz 1992
- The Nutman speaks again, Alfa Jazz 1992
- Nut, 1992
- Another Direction, 1993
- Revalation, 1993
- Dark Before the Dawn, 1994
- Earth Stories, 1995
- Blessed Quietness, 1996
- Cyrus Chestnut, 1998
- A Charlie Brown Christmas, 2000
- Soul Food, 2001
- You Are My Sunshine, 2003
- Genuine Chestnut, 2006